# Osmaniye, Kestel
Osmaniye là một xã thuộc quận Kestel, tỉnh Bursa, Thổ Nhĩ Kỳ. Dân số thời điểm năm 2011 là 183 người.